# Magdeburger FC Viktoria 1896
Magdeburger FC Viktoria 1896 (celým názvem: Magdeburger Fußballclub Viktoria 1896) byl německý fotbalový klub, který sídlil v sasko-anhaltském městě Magdeburg. Organizace sídlila v magdeburské čtvrti Cracau. Založen byl 15. června 1896. Zanikl po ukončení druhé světové války, poté co byla všechna dřívější sportovní sdružení v sovětské okupační zóně zrušena.
Své domácí zápasy odehrával na sportovišti jménem Stadion am Gübser Damm.

## Historické názvy
Zdroj: 
- 1896 – Magdeburger FC Viktoria 1896 (Magdeburger Fußballclub Viktoria von 1896)
- 1912 – SV Viktoria 1896 Magdeburg (Sportverein Viktoria 96 Magdeburg e.V.)
- 1938 – fúze s MTV 1860 Neustadt ⇒ VfL Viktoria-Neustadt 1860 Magdeburg (Verein für Leibesübungen Viktoria-Neustadt 1860 Magdeburg)
- 1945 – zánik

## Umístění v jednotlivých sezonách
Stručný přehled
Zdroj: 
- 1933–1937: Gauliga Mitte

Jednotlivé ročníky
Zdroj: 
Legenda: Z - zápasy, V - výhry, R - remízy, P - porážky, VG - vstřelené góly, OG - obdržené góly, +/- - rozdíl skóre, B - body, červené podbarvení - sestup, zelené podbarvení - postup, fialové podbarvení - reorganizace, změna skupiny či soutěže
| Velkoněmecká říše (1933 – 1937) |               |        |    |   |   |    |    |    |     |    |        |
| Sezóny                          | Liga          | Úroveň | Z  | V | R | P  | VG | OG | +/- | B  | Pozice |
| 1933/34                         | Gauliga Mitte | 1      | 18 | 7 | 5 | 6  | 43 | 40 | +3  | 19 | 5.     |
| 1934/35                         | Gauliga Mitte | 1      | 18 | 6 | 5 | 7  | 36 | 40 | -4  | 17 | 6.     |
| 1935/36                         | Gauliga Mitte | 1      | 18 | 5 | 6 | 7  | 30 | 33 | -3  | 16 | 8.     |
| 1936/37                         | Gauliga Mitte | 1      | 18 | 2 | 2 | 14 | 17 | 55 | -38 | 6  | 10.    |